# Třeboň

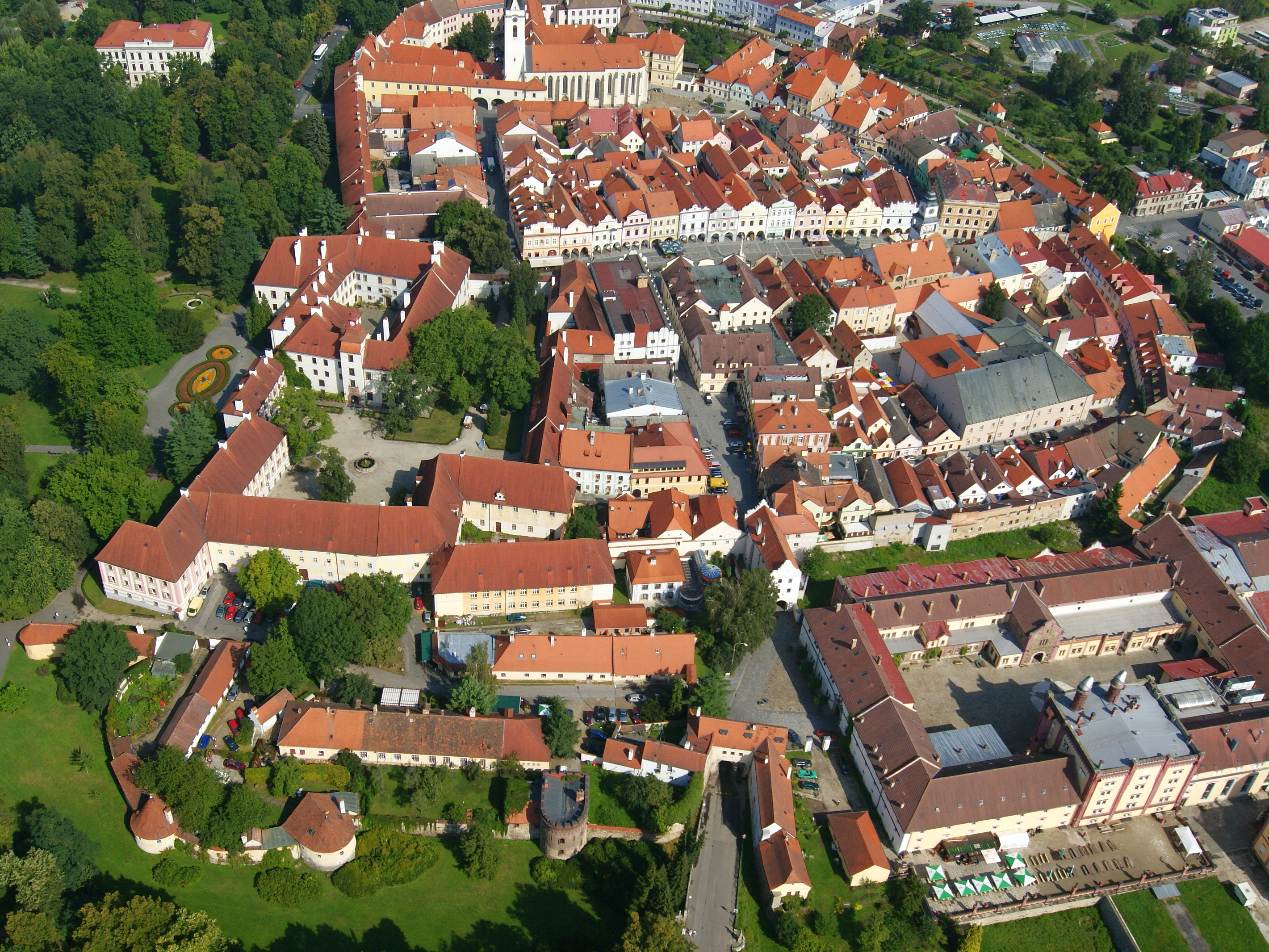
Altstadt von Třeboň

Třeboň (deutsch: Wittingau) ist eine Stadt mit ca. 8.600 Einwohnern im Okres Jindřichův Hradec der Südböhmischen Region in Tschechien. Es ist bekannt durch das ehemalige Augustiner-Chorherren-Stift. Im Schloss Třeboň befindet sich eines der bedeutendsten historischen Archive Tschechiens, das schon 1602 gegründet wurde.
Die Stadt gehörte lange Zeit den südböhmischen Adelsfamilien von Rosenberg und  von Schwarzenberg, die auch im Schloss Třeboň residiert haben.

## Geographie
Die Stadt im Wittingauer Becken liegt in einer von Bächen und Kanälen durchzogenen Teichlandschaft westlich der Lainsitz.

### Gemeindegliederung
Die Stadt Třeboň besteht aus den Ortsteilen Branná (Brannen), Břilice (Bschilitz), Holičky (Holitschka), Nová Hlína (Neulahm), Přeseka (Pscheseka), Stará Hlína (Altlahm), Třeboň I und Třeboň II. Grundsiedlungseinheiten sind Bičan, Branná, Břilice, Dvorce, Gigant, Holičky, Hvízdalka, K Břilicům, Komenského sady, Lázeňský areál, Mokrá luka-nad tratí, Mokrá luka-pod tratí, Na Kopečku, Nová Hlína, Nové město, Novohradská, Obora, Přeseka, Stará Hlína, Svět, Třeboň-střed, Třeboň-západ, U nádraží, Za Lužnicí und Zámecké polesí.
Das Gemeindegebiet gliedert sich in die Katastralbezirke Branná, Břilice, Holičky u Staré Hlíny, Přeseka, Stará Hlína und Třeboň.

### Nachbargemeinden
| Lomnice nad Lužnicí                                | Lužnice                                     | Novosedly nad Nežárkou    |
| Lišov, Dunajovice, Štěpánovice u Českých Budějovic | Kompassrose, die auf Nachbargemeinden zeigt | Stříbřec, Chlum u Třeboně |
| Libín, Domanín                                     | Hrachoviště, Cep                            | Majdalena                 |

## Geschichte
Der Ort wurde Ende des 12. Jahrhunderts als Straßendorf durch die Witigonen begründet. 1185 gelangte ein Teil des Besitzes an das Zisterzienserkloster Zwettl, wurde jedoch um 1250 von der Landsteiner Linie der Witigonen zurückgekauft. Für 1261 ist erstmals der deutsche Ortsname „Witingenowe“ nachgewiesen, der tschechische für 1267. Die Ägidiuskirche ist für das Jahr 1280 belegt. 1341 war Wittingau im Besitz des Wilhelm von Landstein. Für dieses Jahr wird es als Stadt bezeichnet.
1366 erwarben die Herren von Rosenberg Wittingau. Sie gründeten 1367 für die Augustiner-Chorherren das Stift Třeboň, dem auch die Ägidiuskirche zugewiesen wurde. 1374 besaß Wittingau eine Stadtbefestigung, 1384 stifteten die Eigentümer ein Spital. 1395 bildeten Adelige unter der Führung der Rosenberger in Wittingau eine Opposition gegen König Wenzel IV. Während der Hussitenkriege wurde die Stadt 1424 und 1425 erfolglos von den Taboriten belagert. In der zweiten Hälfte des 15. Jahrhunderts wurde unter Wok von Rosenberg die Feste zu einer Burg ausgebaut.
Im 16. Jahrhundert folgte unter Wilhelm von Rosenberg eine kulturelle und wirtschaftliche Blüte. Er entwickelte eine technisch perfekte Teichwirtschaft und erweiterte die Burg zu einem Renaissanceschloss. Die Stadt erhielt ein modernes Befestigungssystem. 1562 wurden die Renaissance-Häuser am Marktplatz, 1566 das Rathaus errichtet. Mit dem Handwerk entwickelte sich auch das Zunftwesen.
Zu Ende der 1580er Jahre wurden in der Stadt und Vorstadt 129 Häuser gezählt, in denen nicht ganz 1.000 Bewohner lebten. 1567 zog Wilhelm von Rosenberg das Vermögen des säkularisierten Augustinerklosters ein. In den Jahren 1566–1575 verlief unter der Leitung des Baumeisters Antonio Ericer der Umbau der mittelalterlichen Burg in ein bequemes Schloß.
Nach Wilhelms Tod übernahm 1592 dessen Bruder Peter Wok von Rosenberg Stadt und Herrschaft Wittingau. Nach dem Verkauf von Böhmisch Krumau residierte er ab 1602 in Wittingau. Er ließ das Schloss erweitern und verlegte das Rosenbergische Familienarchiv dorthin. Als Anhänger des Luthertums und später der Böhmischen Brüder traf er auf seinem Schloss mehrmals mit führenden protestantischen, antihabsburgischen Ständepolitikern aus den Länder der Böhmischen Krone und dem Reich zusammen. Mit seinem Tod erlosch 1611 das Geschlecht der Rosenberger.
Im Erbgang gelangte die Herrschaft Wittingau an die Herren von Schwanberg. Nach der Niederlage in der Schlacht am Weißen Berg wurde Wittingau zum Zentrum der Aufständischen, die den Angriffen der Kaiserlichen bis zum März 1622 widerstanden. Danach wurden die Güter der Witwe Peter von Schwanbergs, Anna Maximiliane von Oppersdorff, konfisziert und fielen Kaiser Ferdinand II. zu. Kaiser Ferdinand III. sicherte seiner Schwester Erzherzogin Cäcilia Renata als Braut des Königs Wladislaus IV. von Polen 1637 die Herrschaft Wittingau als Heiratsgut. Nach deren Tod wurde Wittingau Erzherzog Leopold Wilhelm von seinem Bruder Ferdinand III. 1646 zur lebenslangen Nutzung überlassen. Kaiser Leopold I. schenkte es seinem Onkel Leopold Wilhelm zur freien Verfügung. Erzherzog Leopold Wilhelm schenkte noch zu Lebzeiten Wittingau seinem Obersthofmeister Johann Adolf Schwarzenberg zum Eigentum. Dieser musste nach dem Tod des Erzherzogs an die ursprünglichen Erben eine erhebliche Summe bezahlen. Stadt und Herrschaft erholten sich jedoch von den Folgen des Dreißigjährigen Krieges nur langsam. 1723 und 1781 wurde die Stadt durch Brände zerstört, denen jeweils ein Wiederaufbau folgte. Mitte des 18. Jahrhunderts nahm die Teichwirtschaft erneut an Bedeutung zu. Das 1785 endgültig säkularisierte Kloster und seine Besitzungen erwarben 1787 die Fürsten von Schwarzenberg.
Im Vormärz entwickelte sich in Wittingau die tschechische Patriotenbewegung, die seit 1848 die Mehrheit der Gemeindeselbstverwaltung stellte. Wesentlichen Anteil an dieser Entwicklung hatte František Palacký, der seit 1824 häufig das Schwarzenbergische Familienarchiv besuchte. Nach dem Ende der Patrimonialherrschaft wurde Wittingau 1855 Bezirkshauptstadt. Der Einfluss der Fürsten Schwarzenberg auf die Stadt blieb weiterhin dominierend, da sich diese durch die systematisch verbesserte Teichwirtschaft und die damit verbundenen Arbeitsplätze große Verdienste um die wirtschaftliche Entwicklung der Stadt und den damit zusammenhängenden Wohlstand der Bevölkerung erwarben. Nach 1870 erweiterten sie die Brauerei.
Mit der Bodenreform von 1924 wurde der schwarzenbergische Grundbesitz erheblich geschmälert. Nach dem Zweiten Weltkrieg wurde 1945 ihr Besitz verstaatlicht. Das Familien- und Gutsarchiv wurde 1956 dem im Schloss untergebrachten Staatsarchiv Třeboň zugewiesen. Zusammen mit dem Rosenberg-Archiv ist es nunmehr das größte Adels-Archiv des Landes.
1960 wurde der Bezirk Třeboň aufgelöst. Wegen der bekannten Moorbäder erhielt die Stadt im selben Jahr den Status eines Heilbades. Jährlich findet in der Stadt das Internationale Festival für Animationsfilme statt.

## Teich- und Fischwirtschaft

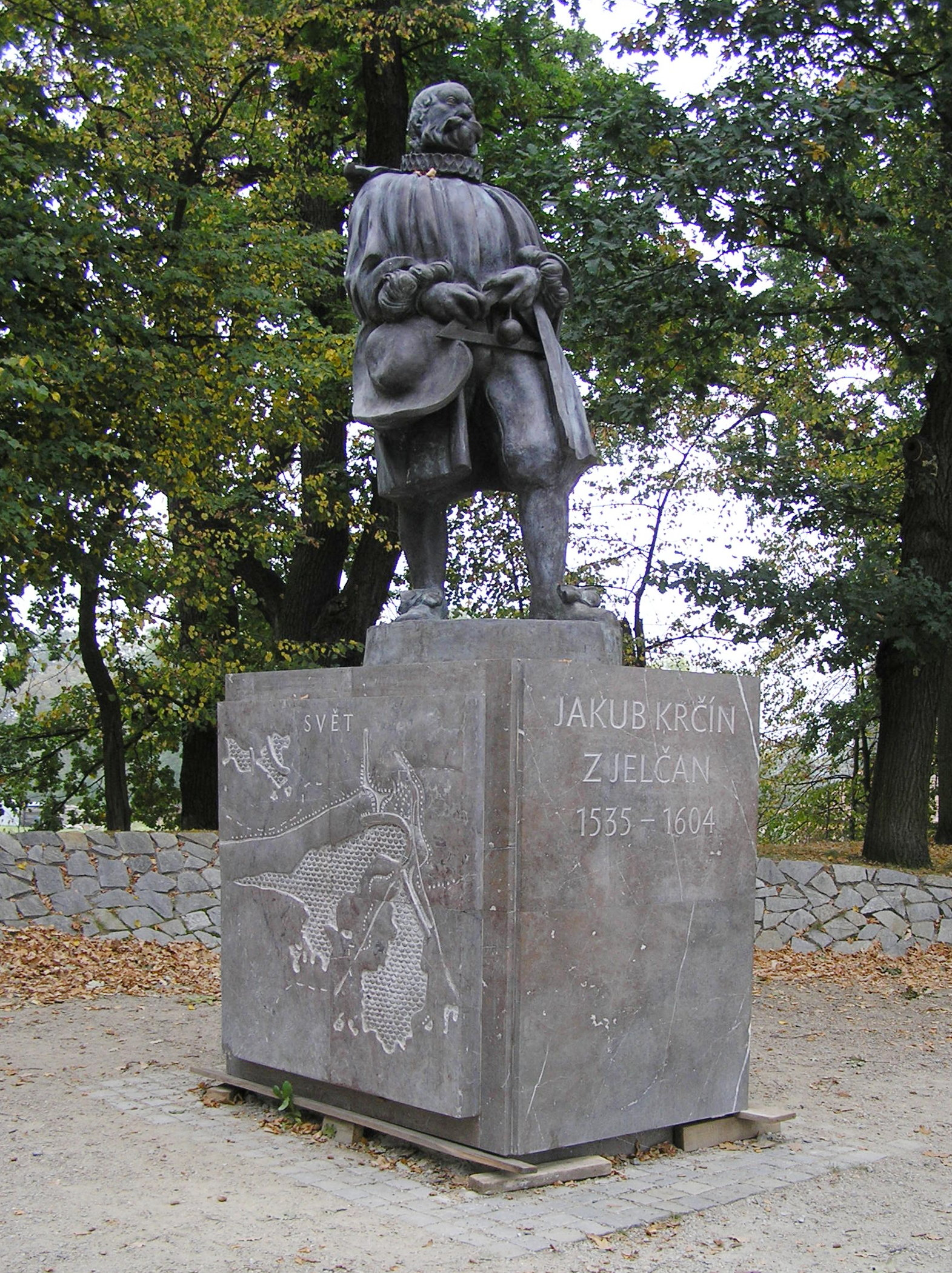
Der Teichwirtschafter Jakub Krčín

Třeboň ist seit dem 16. Jahrhundert ein Zentrum der südböhmischen Karpfenzucht. Sie geht auf die wirtschaftliche und kulturelle Blütezeit der beiden letzten Rosenberger, der Brüder Wilhelm und Peter Wok, zurück. Unter dem Rosenbergischen Oberfischmeister Štěpánek Netolický entstand 1506–1520 mit dem Bau des Goldbachs ein Kanalsystem, das sämtliche großen Fischteiche im Wittingauer Becken verbindet und mit dem die bereits im 14. Jahrhundert angelegten Teiche gesichert wurden. Unter dem Wirtschaftsverwalter Jakob Krčín von Jelčany wurde das Kanalsystem mit der Anlage des Teiches Svět, dessen Name sich von Zwettl ableitet, technisch perfekt vollendet. Für den Teich wurden zwei Wittingauer Vorstädte aufgelassen. 1584–1589 wurde der nördlich der Stadt liegende Rosenberg-Weiher angelegt, der mit 267 Hektar Fläche der größte Teich Böhmens ist.
An den Teichen betreibt die Karls-Universität Prag in Třeboň ein Institut für Botanik, das sich mit der wissenschaftlichen Untersuchung von Algen und Wasserpflanzen befasst.

## Kultur und Sehenswürdigkeiten

### Theater und Museen
- Stadttheater JKTyla, Masarykovo námesti 107
- Kino Světozor, Masarykovo námesti 1
- Akvárium Vratislavský dům, Krčínova 114

### Bauwerke
Das historische Stadtzentrum wurde 1976 zum städtischen Denkmalreservat erklärt.
- Der Eingang zum Schloss Třeboň liegt an der Südwestecke des Hauptplatzes.
- Die Ägidiuskirche stammt aus dem 12. Jahrhundert. 1367 wurde sie dem neu gegründeten Augustiner-Chorherrenstift Třeboň übertragen und anschließend als zweischiffige Hallenkirche neu errichtet. Berühmt wurde sie durch ihre gotische Ausstattung sowie den Hauptaltar mit der gotischen Tafelmalerei, der Ende des 14. Jahrhunderts durch den „Meister von Wittingau“ geschaffen wurde. Der heutige Hauptaltar ist von 1781. Teile des ursprünglichen Altars blieben erhalten. Sie befinden sich in der Prager Nationalgalerie. Die gotische Kalksteinskulptur der „Madonna von Wittingau“ stammt aus der Zeit um 1390.
- Zum denkmalgeschützten historischen Stadtkern gehören die Bürgerhäuser am Marktplatz. Sie wurden nach 1562 errichtet. In der Platzmitte befinden sich ein Brunnen von 1569 und eine Mariensäule von 1780.
- Das Rathaus mit Turm entstand 1566. Es wurde Anfang des 19. Jahrhunderts umgebaut.
- Die Befestigungsmauer wurde 1525–1527 errichtet.
- Das neugotische Mausoleum der Familie Schwarzenberg entstand 1874–1877.
- Synagoge, erbaut im 19. Jahrhundert.
- Jüdischer Friedhof.
- Drei Stolpersteine für Angehörige der Familie Metzl, Opfer des Holocaust.

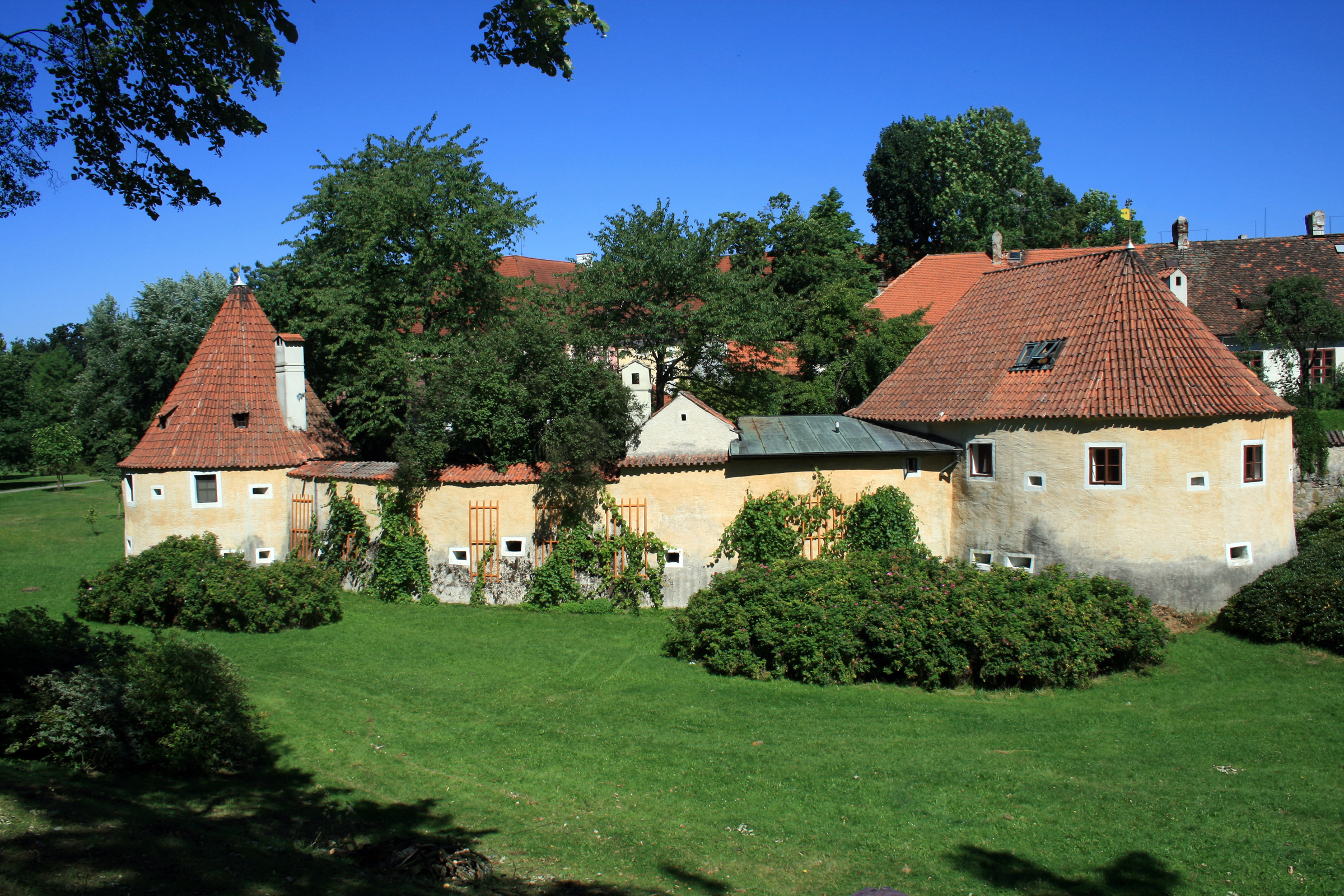
Überreste der alten Stadtbefestigung
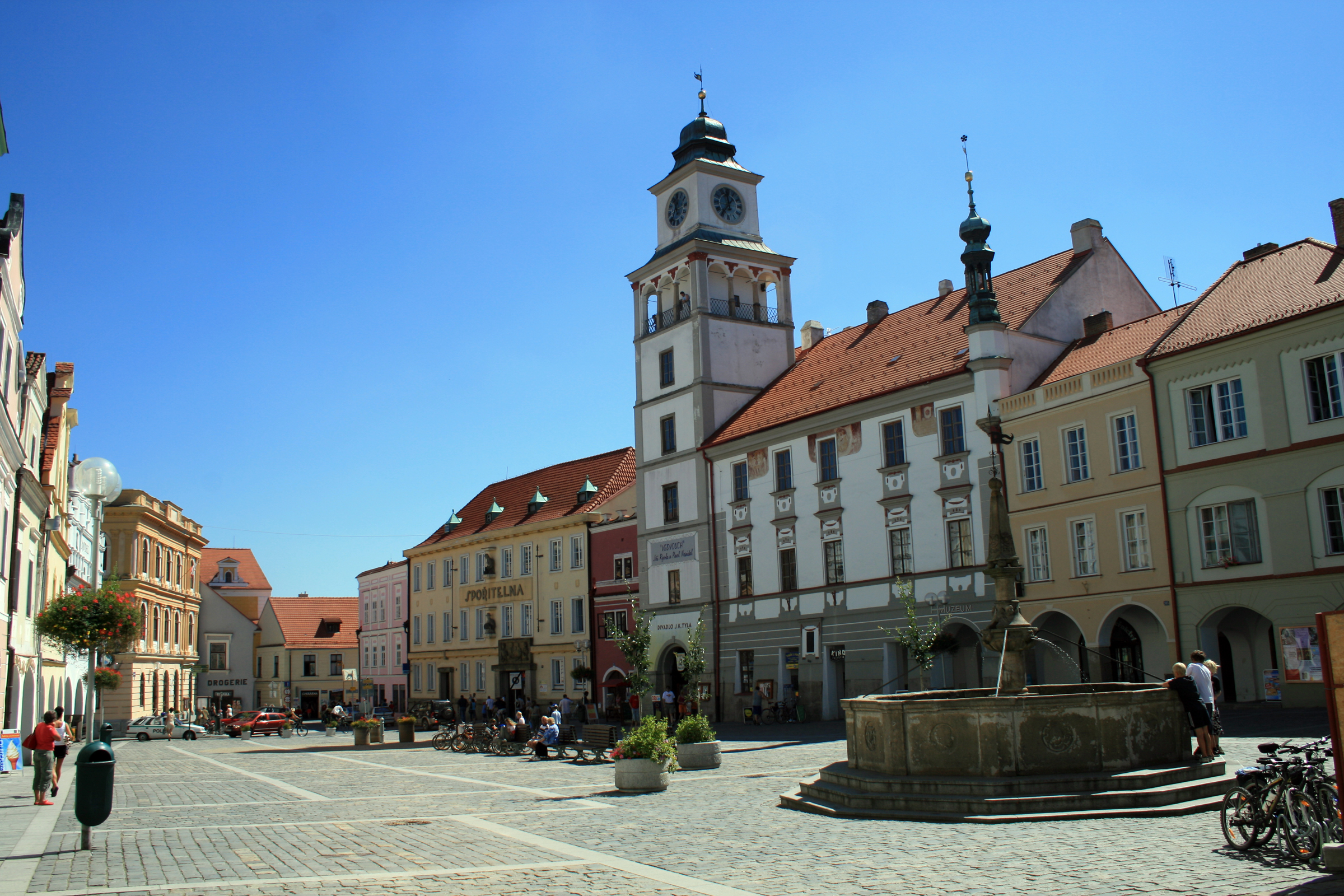
Masaryk-Platz
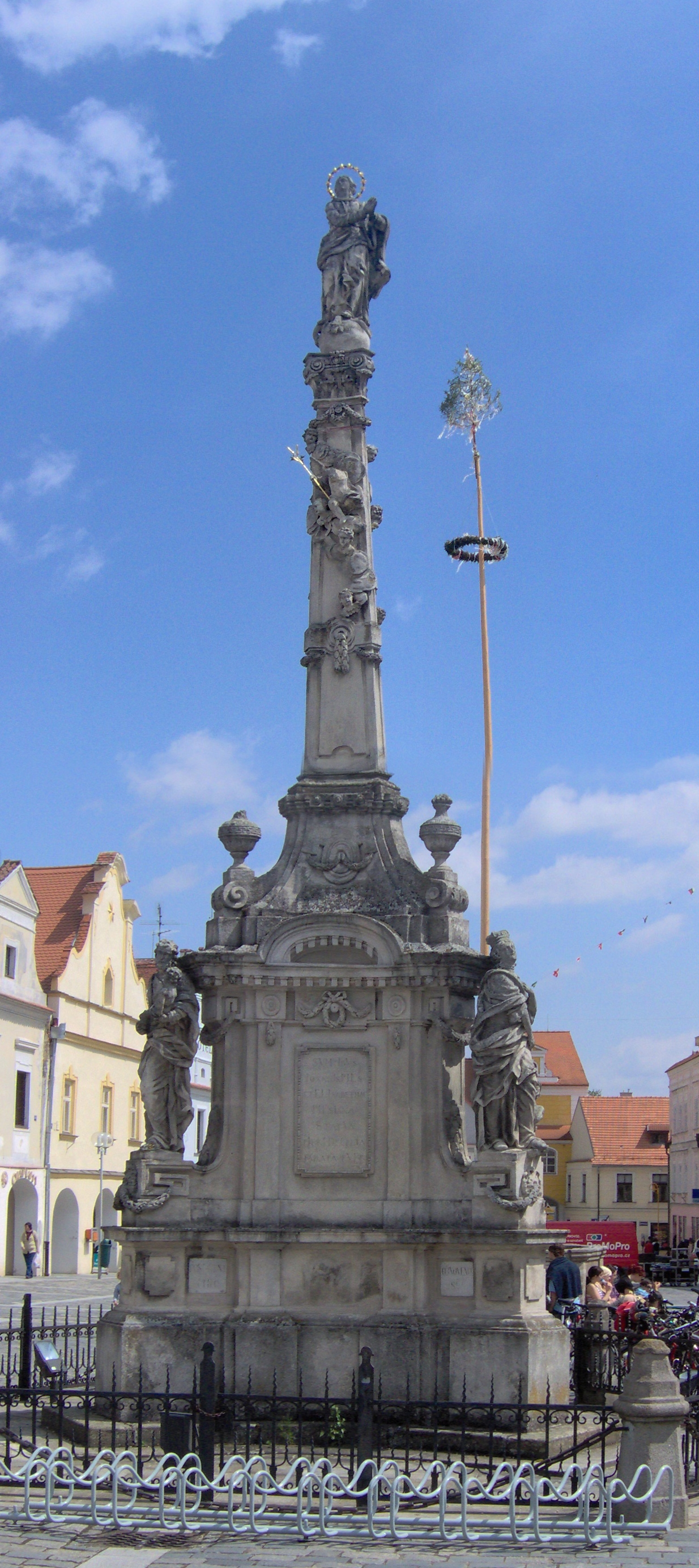
Mariensäule
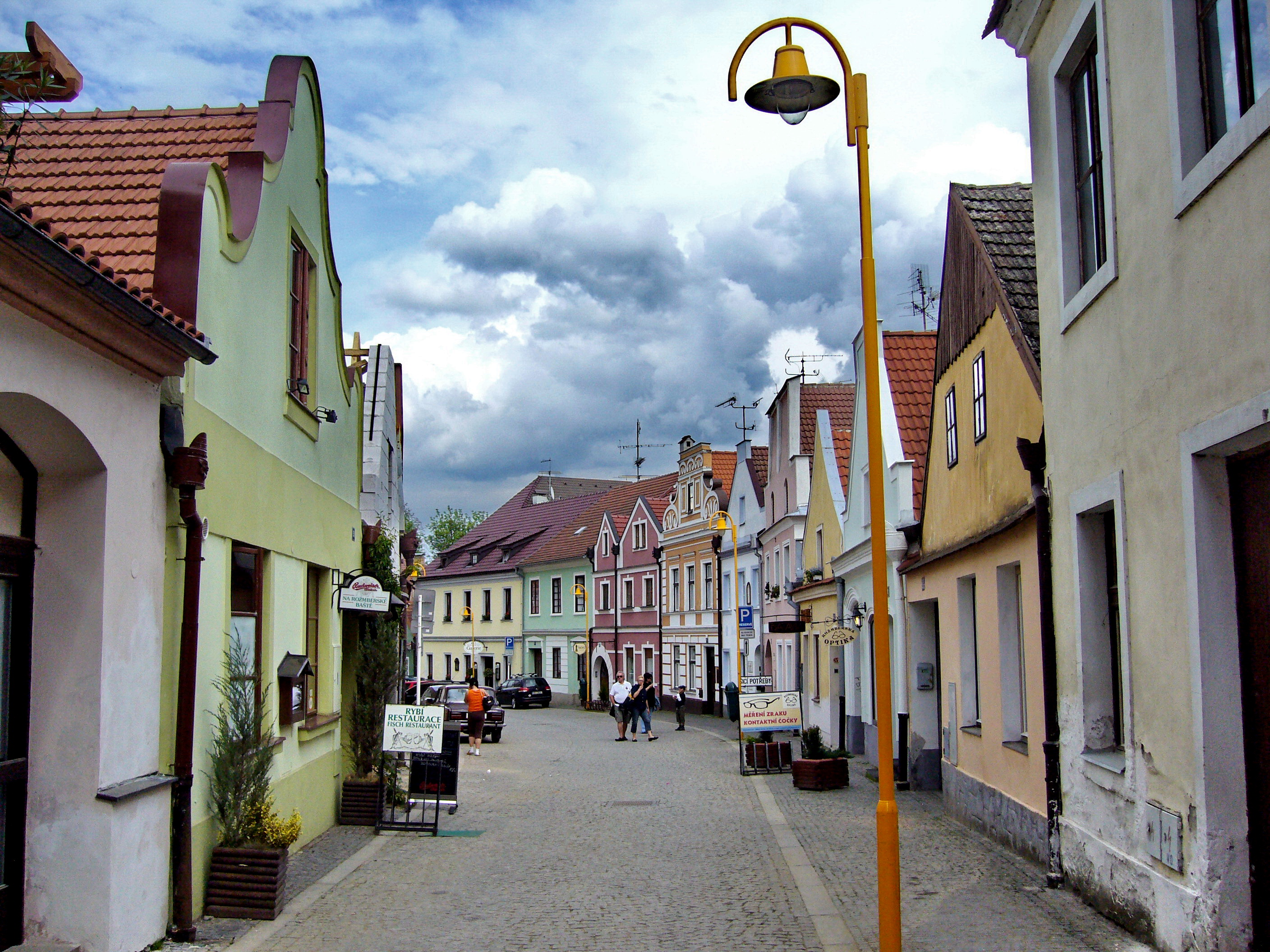
Rosenberg-Gasse
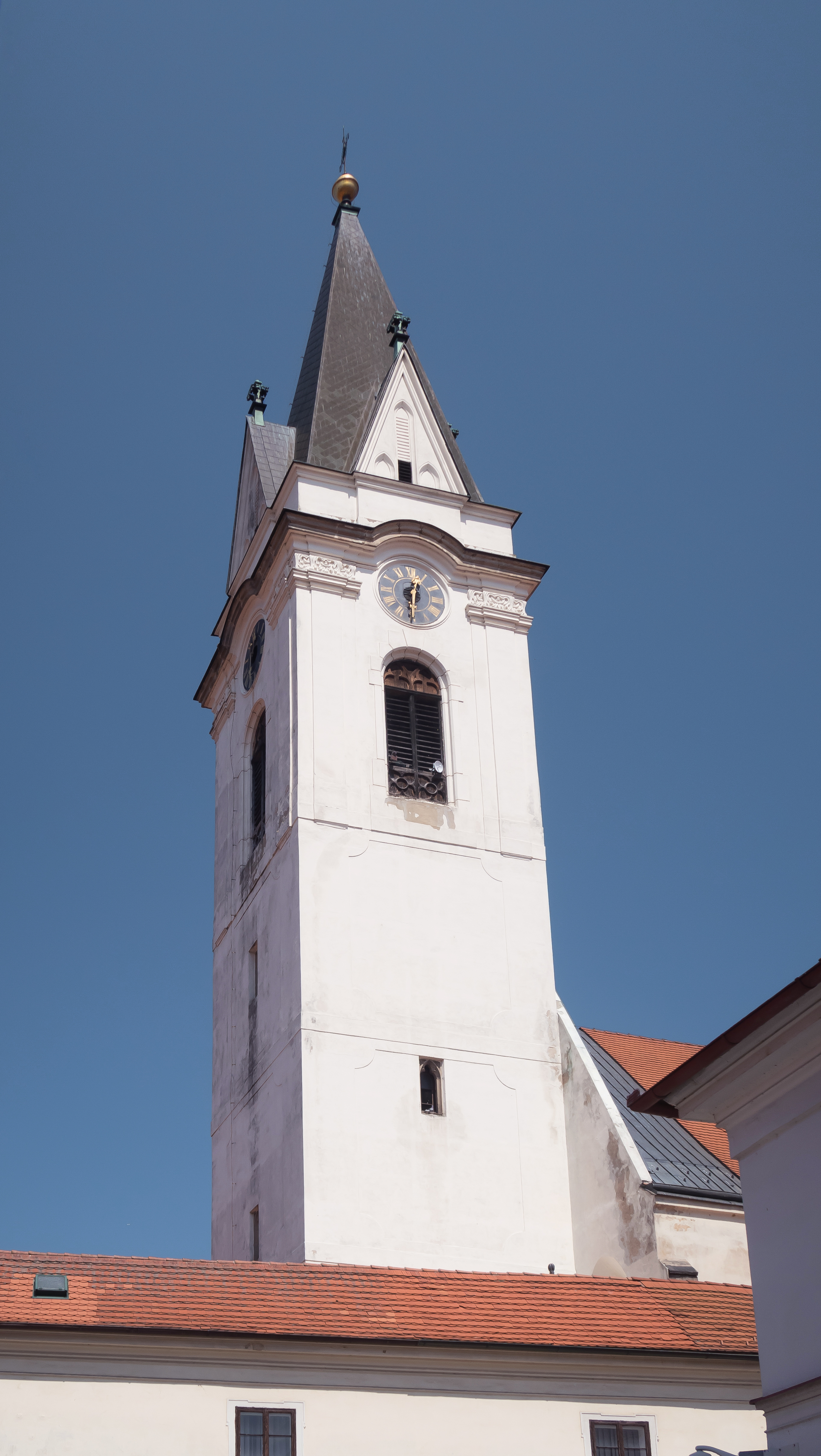
Ägidiuskirche

## Partnerstädte
- Horsens, Dänemark
- Interlaken, Schweiz
- Schrems, Österreich
- Utena, Litauen
- Landkreis Freyung-Grafenau, Deutschland

## Persönlichkeiten

### Söhne und Töchter der Stadt
- Karel Brady-Metzl (1898–1942), Geschäftsmann, NS-Opfer

### Mit der Stadt verbundene Persönlichkeiten
- František Mareš (1850–1939), Archivar, Historiker und Autor. Er leitete von 1888 bis 1924 das fürstlich Schwarzenbergische Archiv in Třeboň.